# زوج کاری
زوج کاری (انگلیسی: Work spouse) عبارتی است، بیشتر در انگلیسی آمریکایی رواج دارد که به یک همکار اشاره می‌کند که فردی در یک شرکت با وی روابط خاصی دارد و رفتارهایی مشابه با ازدواج در آن رخ می‌دهد. منابع اولیه که در ارتباط با این موضوع صحبت کرده‌اند نشان می‌دهد که یک همسر شاغل ممکن است فقط یک همکار نباشد، بلکه می‌تواند فردی در زمینه مشابهی باشد که فرد از یک شرکت با او همکاری نزدیک دارد.
زوج کاری به عنوان «دوستی خاص و افلاطونی با یک همکار که با یک پیوند عاطفی نزدیک، سطوح بالای حمایت، و اعتماد متقابل، صداقت، وفاداری و احترام مشخص می‌شود» تعریف شده‌است.
به زوج کاری، «همسر محل کار»، «همسر کار» یا «شوهر اداری»، «همسر کار» یا «همسر کار» نیز گفته می‌شود.

## اسناد اجتماعی
در یک نظرسنجی در سال ۲۰۰۶، ۳۲ درصد از کارمندان گفتند که «شوهر اداری» یا «همسر اداری» دارند.
یک مقاله CNN Money این رابطه را به عنوان داشتن صمیمیت زیاد (نظیر ازدواج) توصیف می‌کند که در آن فرد مسئولیتی ندارد.